# Chaetodon meyeri
Poisson-papillon de Meyer
Espèce
Statut de conservation UICN

 LC  : Préoccupation mineure
Chaetodon meyeri, communément nommé poisson-papillon de Meyer, est une espèce de poissons marins de la famille des Chaetodontidae.

## Sous-genre
Le poisson-papillon de Meyer est un poisson-papillon qui fait partie du sous-genre Citharoedus. En 1984, André Maugé et Roland Bauchot ont proposé d'élever ce sous-genre au rang de genre, ce qui donnerait comme nom scientifique pour ce poisson Citharoedus meyeri.

## Description
La taille maximale du poisson-papillon de Meyer est de 20 cm.
Sa coloration est claire (gris clair bleuté), avec du jaune sur les bords et une série de bandes noires convergeant vers la tête.

## Biologie et écologie
C'est un poisson corallien qui, durant la journée, arrache avec ses petites dents en forme de brosses dures des polypes de coraux pour se nourrir.

## Distribution
Le poisson-papillon de Meyer se rencontre dans la région Indo-Pacifique. Il vit dans les lagons et les récifs coralliens à des profondeurs de 5 à 25 m.

## Aquariophilie
On peut rencontrer ce poisson en aquarium, mais il est difficile à nourrir, du fait de son alimentation très spécialisée.